# Mariele Ventre
Maria Rachele „Mariele” Ventre (ur. 16 lipca 1939 w Bolonii, zm. 16 grudnia 1995 tamże) – włoska dyrygentka, założycielka i dyrygentka dziecięcego chóru Piccolo Coro dell’Antoniano.

## Życiorys
W 1961 ukończyła Konserwatorium Muzyczne w Mediolanie, po czym wróciła do rodzinnego miasta i zamieszkała niedaleko świeżo otwartego Instytutu Antoniano, który właśnie przejął organizację festiwalu Zecchino d’Oro. Franciszkanie z Instytutu szybko wciągnęli ją w swoją działalność. Dwa lata później, założyła ona chórek dziecięcy, który miał towarzyszyć młodym solistom z Zecchino d’Oro w wykonywaniu ich piosenek. Kilkuosobowa grupka szybko się rozrosła i powstał kilkudziesięcioosobowy chór Piccolo Coro dell’Antoniano.
Mariele Ventre otrzymała wiele nagród i wyróżnień za swoją działalność artystyczną, podejście do dzieci, osiągnięcia; między innymi, w 1987 w Krakowie, podczas pierwszego tournée Piccolo Coro po Polsce – Order Uśmiechu.
Zmarła 16 grudnia 1995 na raka. Trzy tygodnie wcześniej, dyrygowała podczas 38. edycji festiwalu Zecchino d’Oro. Opiekę nad Piccolo Coro przejęła Sabrina Simoni.